# 侯成
侯成（？—？），東漢末期人物，呂布騎將，隨呂布轉戰各地。
侯成請一人照顧他十五匹馬，但那人卻帶著馬逃走，朝著沛城打算歸降劉備。侯成於是自己追還，馬匹失而復得。眾將於是合資送禮祝賀侯成，侯成釀了五六斛酒，捕獲了十餘頭豬。當時呂布實踐禁酒令，侯成開餐之前跪下來送給呂布半隻豬五斗酒作為謝禮，說：「承蒙將軍厚恩，我之前追回那些走失的馬匹，全部將軍都過來祝賀我，我也親自釀了一些酒，捕獵捕到了（十多頭）豬。在這之前我們都不敢先開餐，就是想先為您獻上這小小心意。」，呂布大怒：「我下令禁酒但你卻造酒，你們想共飲共食勾結為同夥，一起密謀將我呂布殺了吧！」因此侯成害怕，將那些釀酒都廢了，並將送禮退還給手下。
呂布被圍於下邳時，侯成隨宋憲、魏續將陳宮和高順捆綁並投降曹操，促使呂布最終失敗，同陳宮和高順被曹操所殺，之後史書就沒有侯成等三人的記事。

## 藝術作品
羅貫中小說《三國演義》中，侯成作為呂布的「八健將」，位列第八。為奪回被山賊奪走的馬匹而擺酒席慶祝，惟當時呂布下了禁令不許下邳城內人釀酒，所以責打侯成，於是侯成聯合宋憲、魏續投降曹操，侯成於投降時偷取了呂布的赤兔馬和方天畫戟直奔曹營。投降曹操後，不論於《三國志》或《三國演義》皆無下文。
陳某的漫畫《火鳳燎原》中，設定同宋憲、侯成為華雄部下，華雄死後改隨呂布，在徐州和司馬家約定叛呂投曹時，因魏續為呂布妺夫並私通陳宮，使自己和宋憲二人因而被捕，在呂布大勢已去時因魏續而釋放，並與魏、宋二人擒下陳宮、呂布，在欲殺呂布時因奮不顧身營救呂布的高順及帶領「虎豹騎」入城的曹純所阻。